# Susanne Lengyel
Susanne Lengyel (* 1966 in Freiburg im Breisgau, früherer Name Susanne Merzkirch) ist eine deutsche Industriedesignerin und Hochschullehrerin. Sie ist (Stand 5/2024)  Präsidentin der Technischen Hochschule Georg Agricola und Vizepräsidentin des Deutschen Designtags.

## Biografie
Lengyel studierte Industrial Design mit Schwerpunkt im technischen Bereich an der Universität Essen (heute Folkwang Universität der Künste), sowie an der Manchester Metropolitan University und der Texas A&M University und schloss mit dem Diplom ab.
Als Partnerin arbeitete sie von 1991 bis 1994 in der von ihr in Essen mitgegründeten Merzkirch & Runge Design GbR. Im Anschluss war sie leitende Designerin bei Miele am Standort Warendorf. 1996 wechselte sie als Wissenschaftliche Mitarbeiterin im Studiengang Industrial Design an die Universität Duisburg-Essen. Sie erhielt Lehraufträge in Schweden, an der Umea School of Design, und in Rom, am Istituto Europeo di Disegno. Von 2004 bis 2007 trug sie als Projektleiterin für Forschungsprojekte und internationale Kooperationen zum Aufbau der Zollverein School of Management and Design in Essen bei.
2011 wurde sie als Professorin für Engineering Design und Prototyping an die Hochschule Hamm-Lippstadt (HSHL) berufen. Bis 2014 war sie als Studiengangsleiterin mit Gründung und Aufbau des Studiengangs Computervisualistik und Design betraut. Im Anschluss war sie als Head of Department Lippstadt2 Gründungsdekanin, bevor sie 2016 Vizepräsidentin für Studium und Lehre der Hochschule Hamm-Lippstadt wurde.
2022 wurde sie zur geschäftsführende Präsidentin der Technischen Hochschule Georg Agricola in Bochum gewählt. Parallel übernahm sie den Vorsitz der Geschäftsführung der DMT-Gesellschaft für Lehre und Bildung, welche die Technische Hochschule und das Deutsche Bergbau-Museum Bochum betreibt.
Lengyel war und ist in mehreren Berufsverbänden aktiv. Von 2000 bis 2012 war sie Präsidentin des Verbands Deutscher Industrie Designer. Sie war eine Initiatorin der Initiative der Deutschen Designverbände e. V., einem Zusammenschluss der großen deutschen Designverbände, und war von 2007 bis 2018 deren Vorsitzende.  Von 2012 bis 2019 war sie außerdem Mitglied des Sprecherrats des Deutschen Kulturrats. Seit 2012 ist sie Vizepräsidentin des Deutschen Designtag e. V., dem Dachverband der Designorganisationen in Deutschland. Am 19. März 2022 begann ihre dritte Amtszeit. Lengyel war und ist außerdem in verschiedenen designspezifischen und designberatenden Gremien tätig. Sie arbeitet als Gutachterin in Designfragen und ist Jurymitglied bei Design-Wettbewerben.
Sie engagiert sich für Zonta International und war 2021 bis 2023 Präsidentin des Zonta Club Lippstadt.

## Publikationen (Auswahl)
- Susanne Lengye: Designoffensive für die Bildung (Essay). In: Boris Kochan im Auftrag von bayern design (Hrsg.): Creative Book MCBW 2021. 22. Februar 2021, S. 94–97 (issuu.com [abgerufen am 25. Mai 2024]). Textversion auch unter Designoffensive für die Bildung (Essay). In: mcbw.de. Abgerufen am 25. Mai 2024.

- Sarah Janczura: Fachkräftemangel: Wie Fachhochschulen vorbeugen (Interview mit Prof. Susanne Lengyel). In: VDI-Podcast „Technik aufs Ohr“. Verein Deutscher Ingenieure, 14. Juni 2023, abgerufen am 25. Mai 2024.